# Free Radical Design
Free Radical Design (также известна как Crytek UK) — британский разработчик компьютерных игр, основанная в Ноттингеме, Великобритания. Известна серией игр TimeSplitters и Second Sight.

## История

Оригинальный логотип компании (1998—2006)

Второй логотип компании (2006—2009)

Большинство сотрудников Free Radical Design ранее работали на британского разработчика игр Rare. Команда из Дэвида Доука, Стива Эллиса, Карла Хилтона работали над шутерами от первого лица GoldenEye 007 и Perfect Dark для игровой приставки Nintendo 64. В период с 1998 по 1999 год эта команда покидает Rare, чтобы основать свою игровую компанию — Free Radical Design, которая была создана в апреле 1999 года. Первая игра компании — TimeSplitters — была выпущена в 2000 году для PlayStation 2. Она была известна своим очень быстро развивающимся игровым процессом и особым акцентом на многопользовательскую игру, а не на сюжет.
С 2006 по 2008 года Free Radical Design работала над Star Wars: Battlefront III, но проект был отменён, когда он находился на стадии завершения. Проблемы с незаконченным проектом и неудачный выход игры Haze сподвигли Free Radical Design перейти под внешнее управление. В декабре 2008 года компания объявила о банкротстве, оставив из 185 сотрудников только 40.
3 февраля 2009 года студия была выкуплена немецким разработчиком игр Crytek и переименована в Crytek UK. В 2010 году компания Crytek UK переехала из Сандиакра в новый офис в центре Ноттингема.
В июне 2014 году Crytek начинает испытывать финансовые трудности, из-за чего Crytek UK не могла выплачивать заработную плату для своих сотрудников.
30 июля 2014 года Crytek объявила о реорганизации, продав ранее приобретенную интеллектуальную собственность THQ на медиафраншизу Homefront компании Koch Media (дочерняя компания издателя видеоигр Deep Silver) и закрыла Crytek UK. Бывшие сотрудники были переведены в новую студию Dambuster Studios, которая позже выпустила игру Homefront: The Revolution.
В мае 2021 года Embracer Group анонсировала возрождение Free Radical Design в виде подразделения Deep Silver, которое будет заниматься разработкой игр по франшизе TimeSplitters. Были приглашены ключевые сотрудники старой студии, включая Стива Эллиса и Дэвида Доака. Студия будет размещаться в Ноттингеме.
11 декабря 2023 года студия вновь была закрыта в ходе реструктуризации материнской компании Embracer Group после сорвавшейся сделки на 2 млрд долларов.

## Игры
| Год                                 | Игра                                | Издатель                            | Жанр                                | Платформа                                                 | Примечание                          |
| Как Free Radical Design (1999—2009) | Как Free Radical Design (1999—2009) | Как Free Radical Design (1999—2009) | Как Free Radical Design (1999—2009) | Как Free Radical Design (1999—2009)                       | Как Free Radical Design (1999—2009) |
| ----------------------------------- | ----------------------------------- | ----------------------------------- | ----------------------------------- | --------------------------------------------------------- | ----------------------------------- |
| 2000                                | TimeSplitters                       | Eidos Interactive                   | Шутер от первого лица               | PlayStation 2                                             |                                     |
| 2002                                | TimeSplitters 2                     | Eidos Interactive                   | Шутер от первого лица               | PlayStation 2, Xbox, Nintendo GameCube                    |                                     |
| 2004                                | Second Sight                        | Codemasters                         | Приключенческий экшн, стелс         | PlayStation 2, Xbox, Nintendo GameCube, Microsoft Windows |                                     |
| 2005                                | TimeSplitters: Future Perfect       | Electronic Arts                     | Шутер от первого лица               | PlayStation 2, Xbox, Nintendo GameCube                    |                                     |
| -                                   | Star Wars: Battlefront III          | LucasArts                           | Шутер от первого лица               |                                                           | Отменён                             |
| 2008                                | Haze                                | Ubisoft                             | Шутер от первого лица               | PlayStation 3                                             |                                     |
| как Crytek UK (2009—2014)           |                                     |                                     |                                     |                                                           |                                     |
| 2011                                | Crysis 2                            | Electronic Arts                     | Шутер от первого лица               | PlayStation 3, Xbox 360, Microsoft Windows                | Только многопользовательский режим  |
| 2013                                | Crysis 3                            | Electronic Arts                     | Шутер от первого лица               | PlayStation 3, Xbox 360, Microsoft Windows                | Совместно с Crytek Frankfurt        |